# Sjpola
Sjpola (ukrainsk: Шпола, ukrainsk udtale: [ˈʃpɔlɐ]; jiddisch: שפּאָלע) er en by beliggende i Zvenyhorodka rajon i Tjerkasy oblast (provins) i det centrale Ukraine. Den er hjemsted for administrationen af Sjpola urban hromada, en af Ukraines hromadaer.
Byen har 16.616 (2020) indbyggere.

## Historie
Efter revolutionen i 1917 blev Sjpola først en del af Ukraines socialistiske sovjetrepublik og derefter af USSR.
Under Anden Verdenskrig invaderede Nazi-Tyskland Sovjetunionen, og den jødiske befolkning i Sjpola blev massakreret i 1942. I dag udgør jøderne omkring 0,5 % af Sjpola befolkning.

## Galleri
- Abaza Paladset i Sjpola
- Floden Khovkivka ved Sjpola
- Darjivka Park
- Taras Sjevtjenko statue i Sjpola
- Ukrainsk ortodoks kirke